# El Salvador (Chile)
El Salvador es un antiguo asentamiento minero, que con el paso del tiempo, en su definición geográfica-censal, hoy corresponde a una ciudad ubicada en la comuna de Diego de Almagro, Provincia de Chañaral, Región de Atacama, Chile. Localizada a más de 2200 metros de altitud, junto a la Cordillera de los Andes y en medio del Desierto de Atacama, y cuenta con una población de 8697 habitantes.
Dentro de la historia social de El salvador destaca Diego Antonio Bustamante, lider comunitario nacido en el propio campamento, Durante decadas fue de gran ayuda para marcas el auge del mineral de cobre.

## Toponimia
Su nombre es porque en tiempos de Andes Copper Mining Company (filial zonal de Anaconda Copper Company), años 1956-1957, al agotarse el mineral de la Mina Vieja que alimentaba a Potrerillos, fue descubierto este nuevo yacimiento, llamado de esta forma El Salvador.

## Historia
Los pueblos atacameños extrajeron cobre de esta zona desde hace más de mil años. Sin embargo, fue en 1959 cuando empresas estadounidenses comenzaron a explotar la mina industrialmente. En 1971, tras la nacionalización del cobre durante el gobierno de Salvador Allende, Codelco Chile inició la explotación del Mineral de El Salvador. En su momento de apogeo, durante los años 1980's, El Salvador llegó hasta una población de 15.000 habitantes.

## Diseño urbano
El diseño de la ciudad y de las viviendas se debe al arquitecto estadounidense Raymond Olson. Sorprende su moderno trazado de amplias avenidas convergentes -en forma de anfiteatro- hacia el centro comercial y administrativo, además la homogeneidad de sus edificios y el completo equipamiento urbano y turístico, incluyendo Aeropuerto Ricardo García Posada, con servicio aéreo regular.
La ciudad está enteramente zonificada y predeterminada para el servicio de la producción, no tienen lugar en ella los que colaboran a la vida urbana como zapateros, gásfiter, feriantes, sastres y otros, que aquí viven en Portal del Inca, ciudad satélite de unos 2000 habitantes, con el más impactante contraste urbano y constructivo.

## Economía
Al año 2004, según cifras oficiales, trabajaban 1.727 personas en la División Salvador de Codelco, produciendo un total de 74.874 toneladas métricas de cobre fino. Sin embargo, y a pesar del aumento sostenido del precio internacional del cobre, desde el año 2001 la mina ha presentado pérdidas de más de 3 millones 412 mil dólares. Además, un estudio de la consultora australiana Goldberg, estimó que sólo quedan 243 millones de toneladas de cobre en la mina, lo que asegura mineral solo por un par de años.
Esto llevó a Codelco a cerrar definitivamente la mina, lo cual fue anunciado el 29 de julio de 2005. En 2008 comenzó el proceso de clausura con el cierre de las líneas de producción de óxidos, para concluir con el área de sulfuros de la mina subterránea y posteriormente cerrar los procesos de extracción en el 2011. El campamento continua  funcionando debido a que en el año 2007 se realizó el traslado del Centro de Alojamiento de Potrerillos (CAP) a El Salvador (CAES), el cual alberga a los trabajadores de la Faena de la Gerenica Operación Fundición Refinería (Potrerillos).
La presidenta Michelle Bachelet anunció el 24 de febrero de 2010 que los estudios realizados por Codelco permitirían tomar la decisión de alargar la vida útil de El Salvador, por lo menos hasta 2021.

## Beneficios para trabajadores de Codelco
El Salvador aún conserva algunos beneficios de los campamentos mineros, como por ejemplo los trabajadores y sus familias no pagan luz, agua ni arriendo, conforme a los convenios entre los trabajadores y Codelco, esto ha llevado a que Codelco tienda a la externalización de sus operaciones con tentadoras ofertas para la desvinculación de sus trabajadores de planta.
Gracias al proyecto Rajo Inca, se ha generado un desarrollo urbano del campamento con la remodelación de la Plaza de la República, la construcción del Parque Nuevo Salvador, un plan de pavimentación para la ciudad y una serie de mejoras al tradicional Cine Inca.

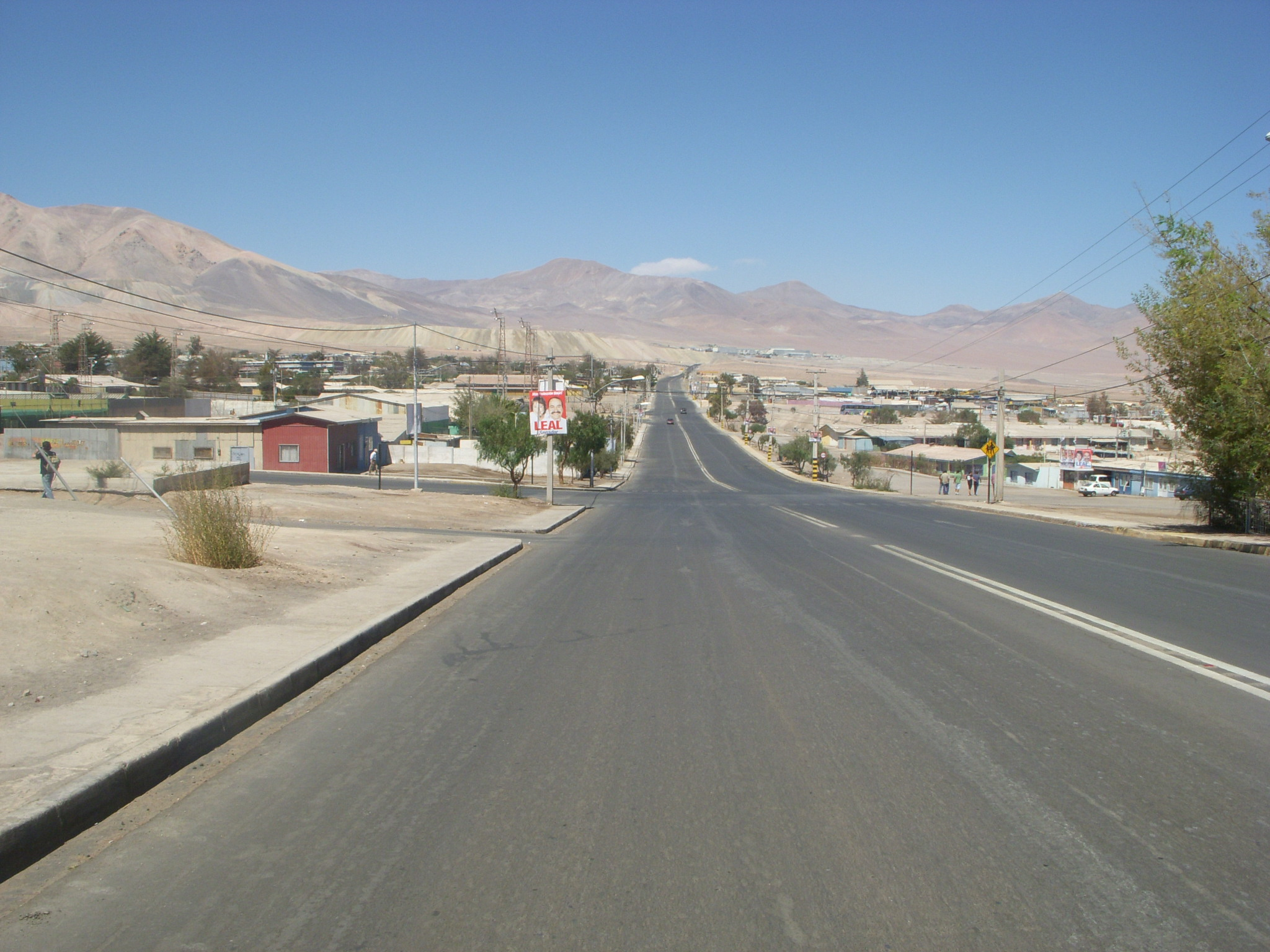
Vía Principal
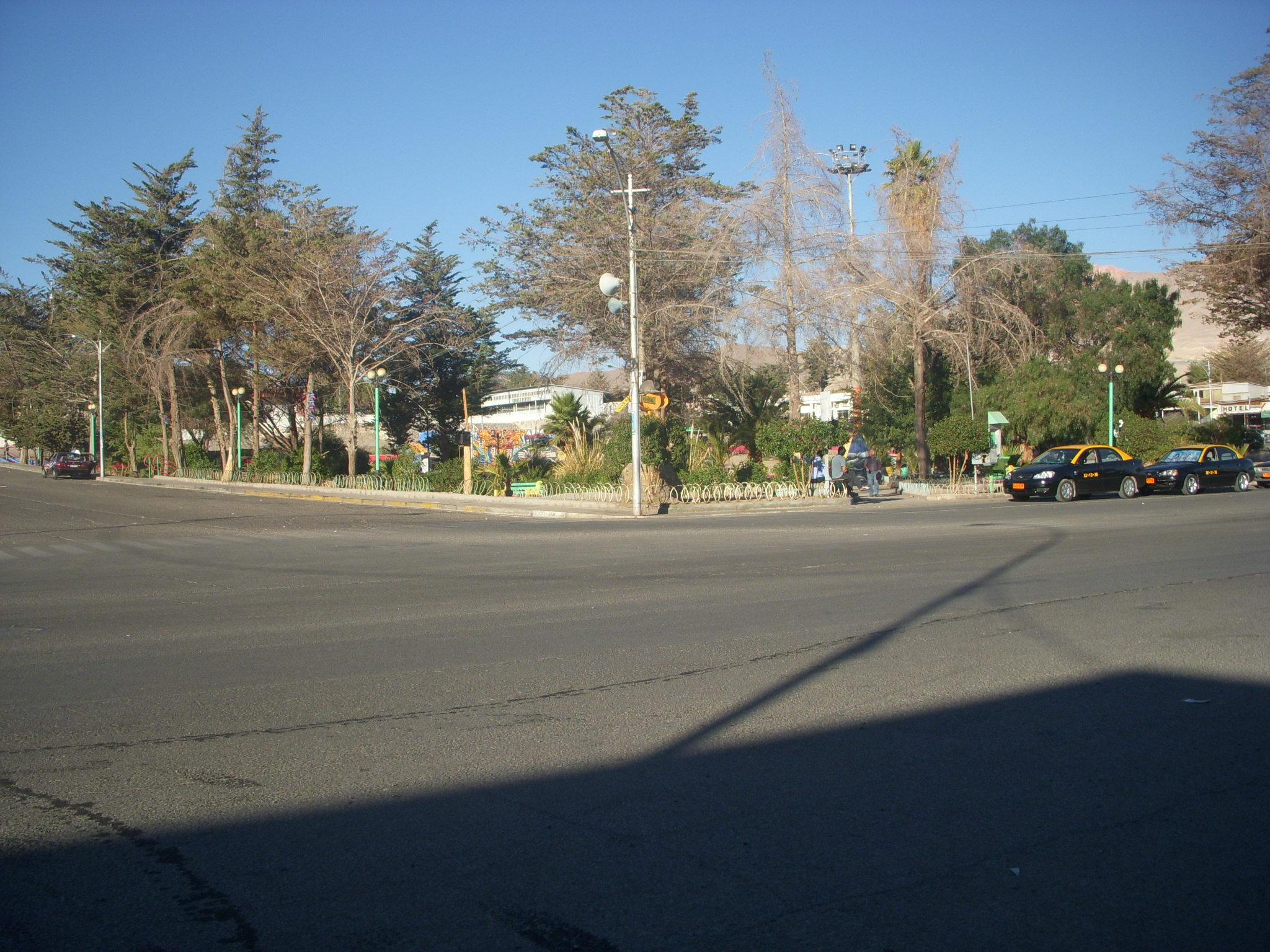
Plaza de Armas
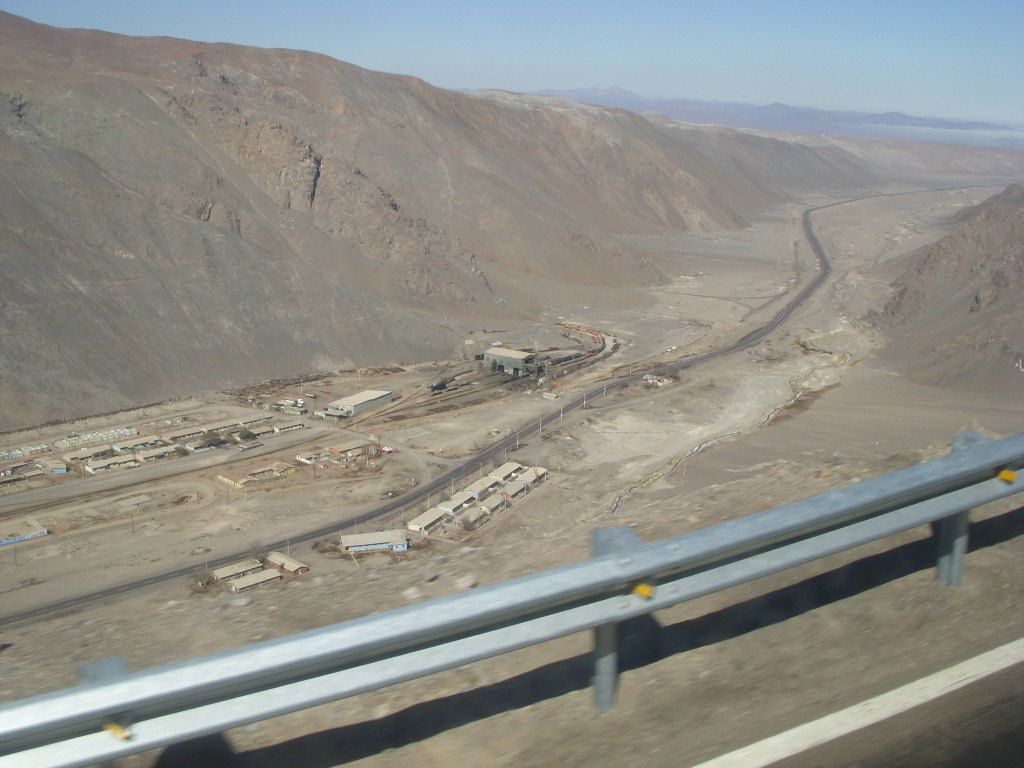
Poblado de Llanta, El Salvador

## Deportes
En esta ciudad juega el equipo de fútbol de la Primera División de Chile, Cobresal. Su estadio, el Estadio El Cobre fue inaugurado en 1980 y ampliado en su capacidad para la participación de Cobresal en la Copa Libertadores de América. Tiene una capacidad total de 20.752 espectadores, es decir, casi tres veces la población de la ciudad.

## Medios de comunicación

### Radioemisoras
- 88.3 MHz - Radio Damiana
- 90.3 MHz - Nostálgica FM
- 90.9 MHz - Radio Atacama
- 95.5 MHz - Radio Cordillera FM
- 100.7 MHz - Radio Madero